# Rennsteiggarten Oberhof
El Rennsteiggarten Oberhof también denominado como Botanischer Garten für Gebirgsflora (jardín botánico de flora de montaña) es un jardín botánico de 7 hectáreas de extensión que está especializado en flora de montaña, que se encuentra en Oberhof, Alemania. 
El código de identificación internacional del Rennsteiggarten Oberhof como miembro del "Botanic Gardens Conservation Internacional" (BGCI), así como las siglas de su herbario es OBRHF.

## Localización
Botanischer Garten für Gebirgsflora Am Pfanntalskopf 3, D-98559, Oberhof, Thüringen-Turingia, Deutschland-Alemania.
Planos y vistas satelitales.50°41′38″N 10°43′14″E / 50.69389, 10.72056
Se encuentra abierto al público diariamente durante los meses cálidos del año; se cobra una tarifa de entrada. 

## Historia
El jardín botánico fue establecido en 1970 sobre la base de un anterior cantera a una altitud de 868 metros en el Pfanntalskopf.
En 1972 la federación cultural y la universidad de Jena establecieron un convenio de ayuda científica, y las plantaciones comenzaron con material del Jardín Botánico de Jena. 
En el año 1980 fue creada la sección de plantas indígenas de los humedales, 
En el año 1985 se comenzó a diseñar la sección dedicada a las plantas protegidas de las montañas de Turingia, y en 1993 un jardín de hierbas de Turingia.

## Colecciones
Actualmente el jardín botánico alberga más de 4,000 especies procedentes de las montañas de Europa, Asia, América del norte y del sur, Nueva Zelanda, y el Ártico, con un enfoque especial en las especies protegidas de Turingia. 
Entre los especímenes de interés se incluyen: Acinos alpinus, Adonis vernalis, Androsace carnea, Androsace helvetica, Aquilegia formosa, Arctostaphylos alpina, Calceolaria darwinii, Callianthemum anemonoides, Caltha howellii, Campanula barbata, Cornus canadensis, Cypripedium calceolus, Daphne arbuscula, Daphne blagayana, Dianthus glacialis, Eryngium alpinum, Fritillaria meleagris, Gentiana asclepiadea, Gentiana lutea, Gentiana occidentalis, Gentiana verna, Globularia cordifolia, Helichrysum bellidioides, Incarvillea mairei, Lilium bulbiferum, Lilium carniolicum, Lilium oxypetalum, Meconopsis integrifolia, Ramonda nathaliae, Rhododendron camtschaticum, Rhododendron ferrugineum, Salix hylematica, Soldanella alpina, Teucrium montanum, Thalictrum aquilegifolium, Thymus doerfleri, y Tulipa montana.
Algunas imágenes de las especies cultivadas,

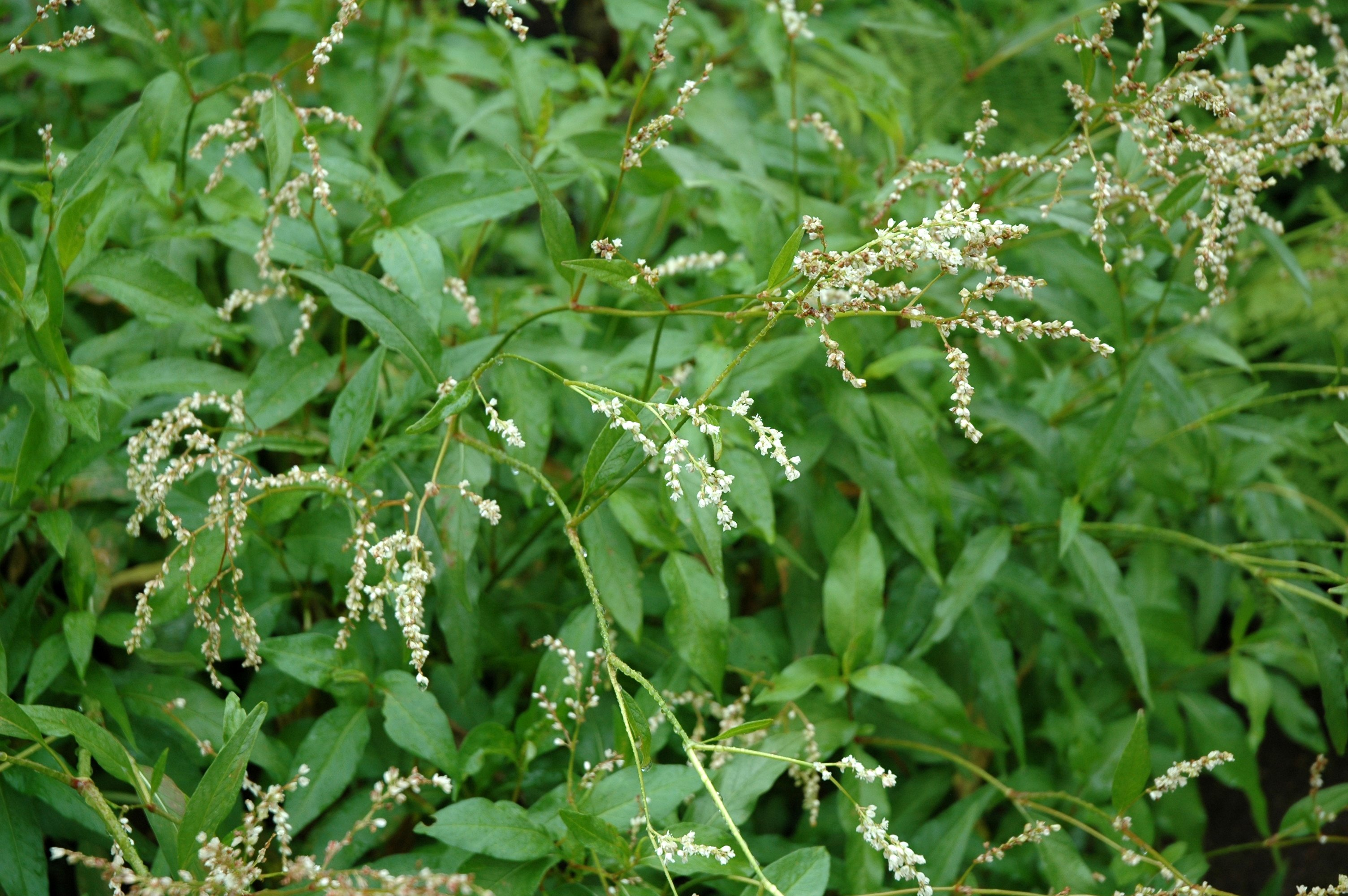
Aconogonon alpinum
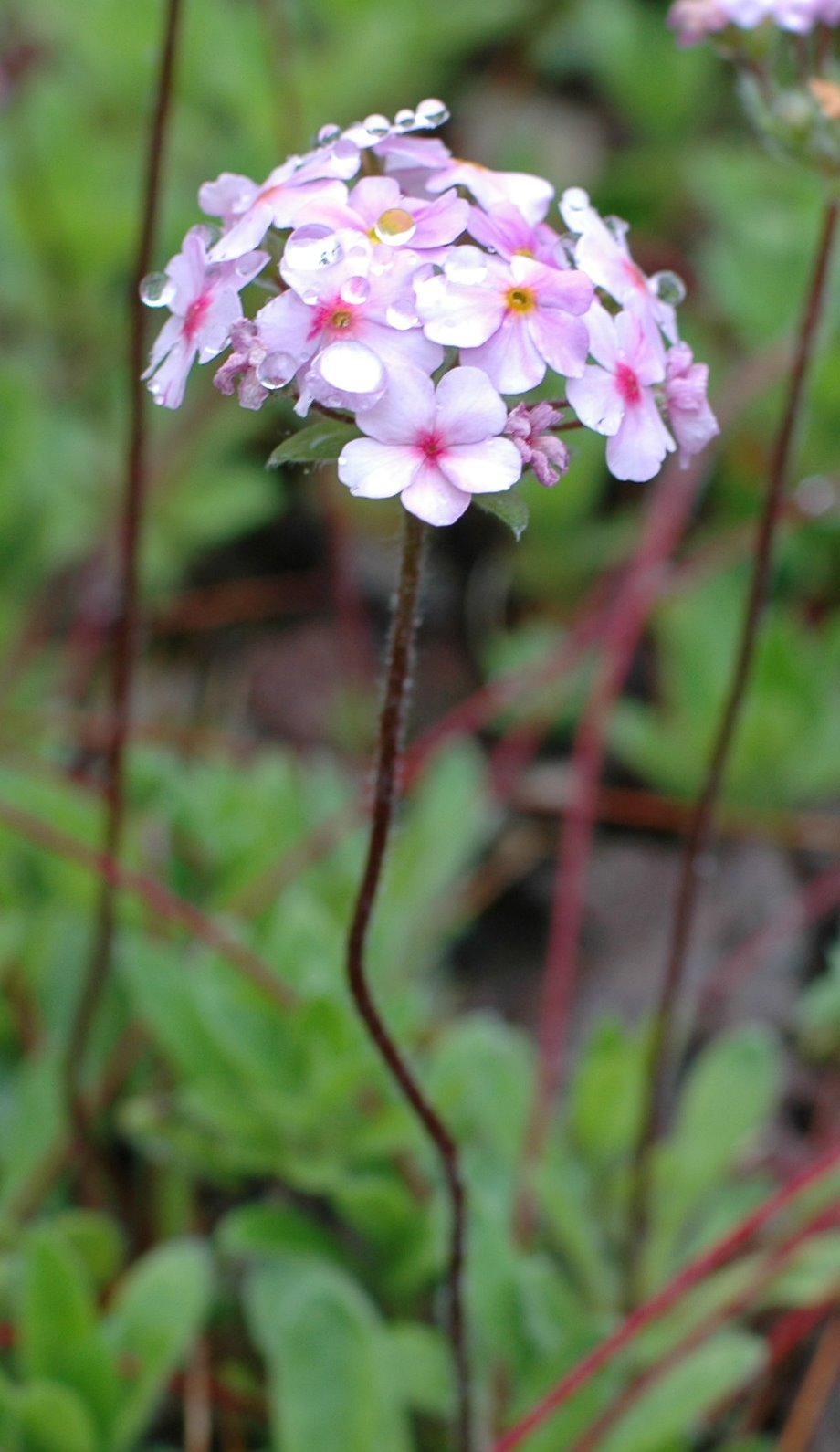
Androsace primuloides
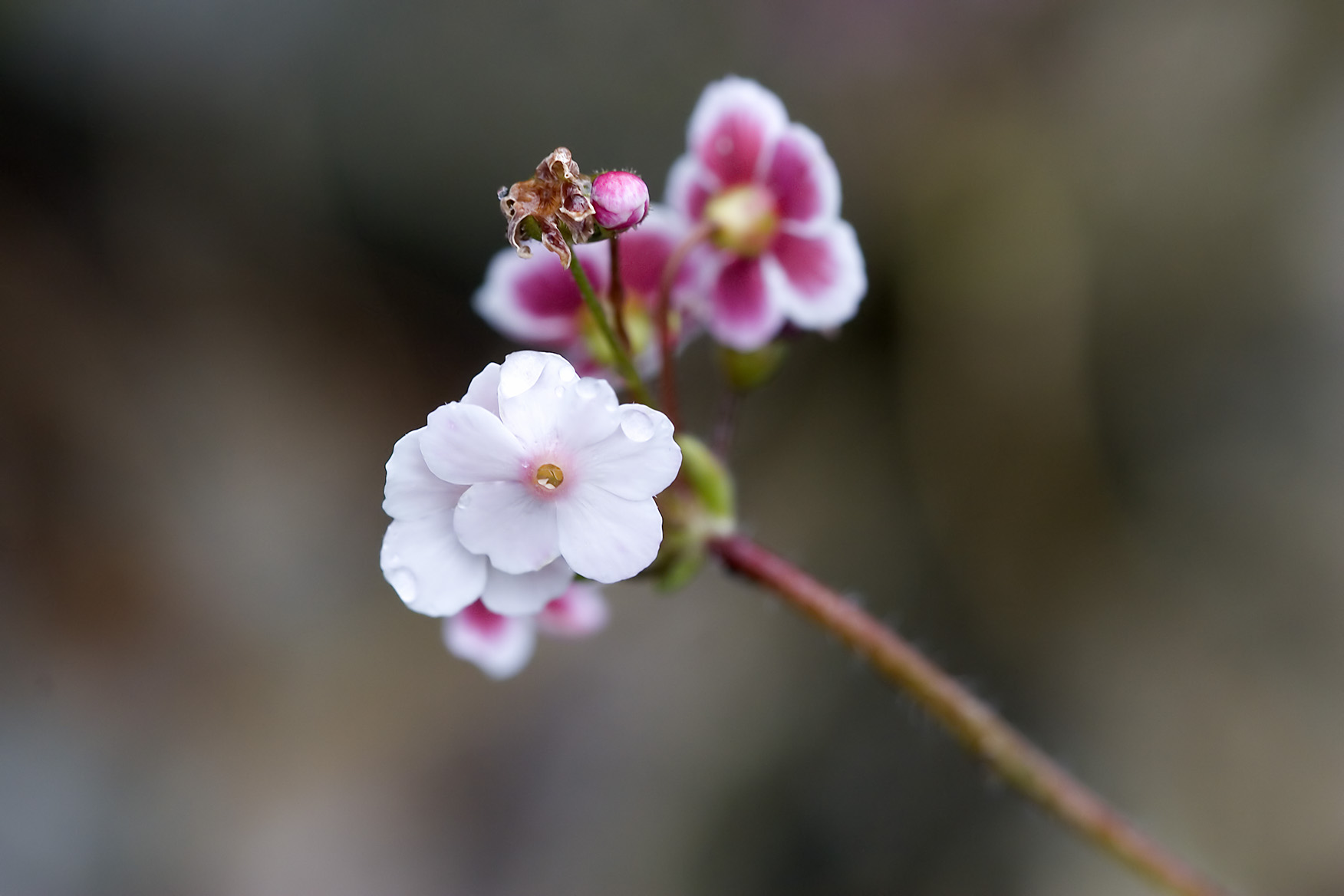
Androsace strigillosa
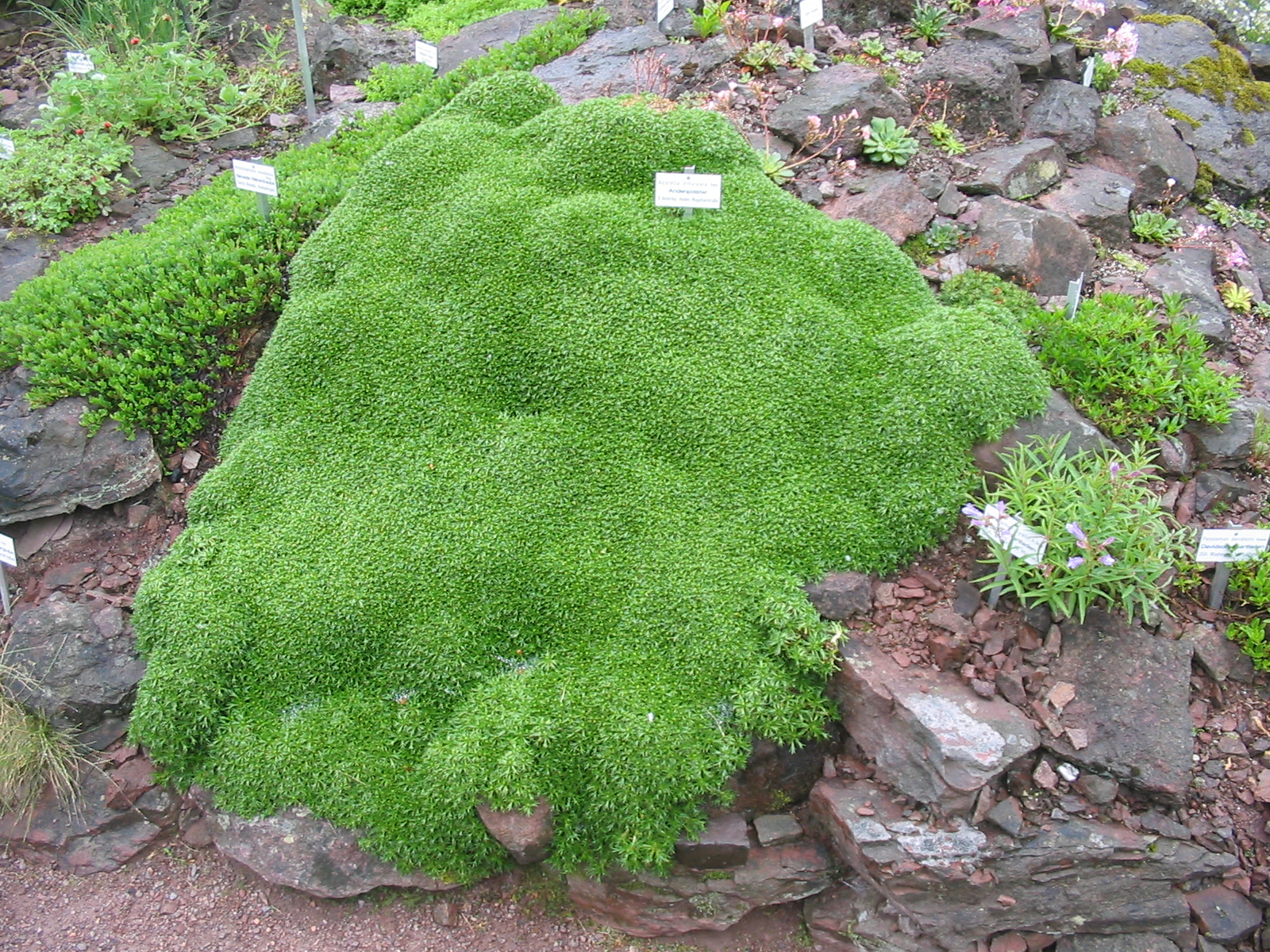
Azorella trifurcata
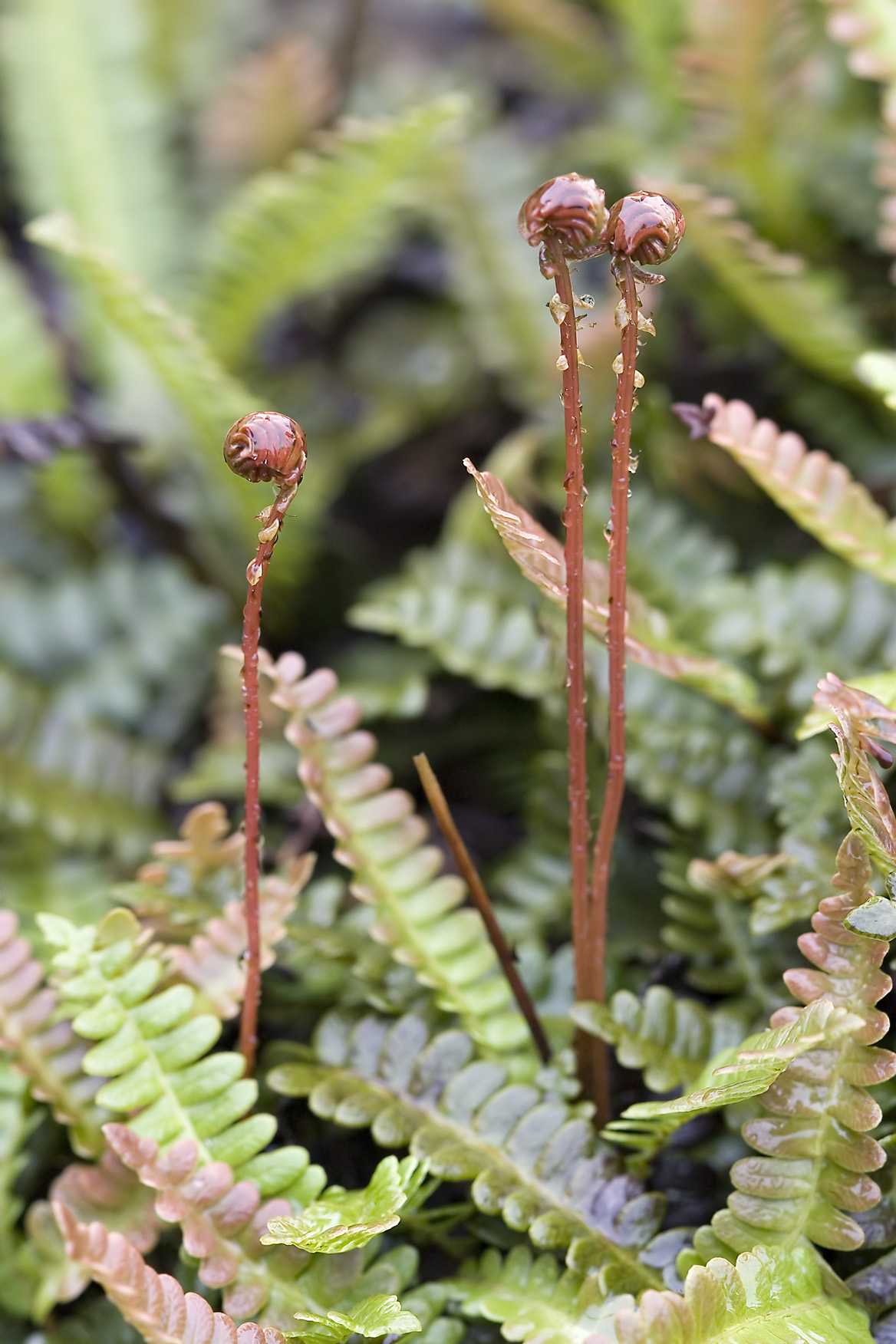
Blechnum penna-maritima
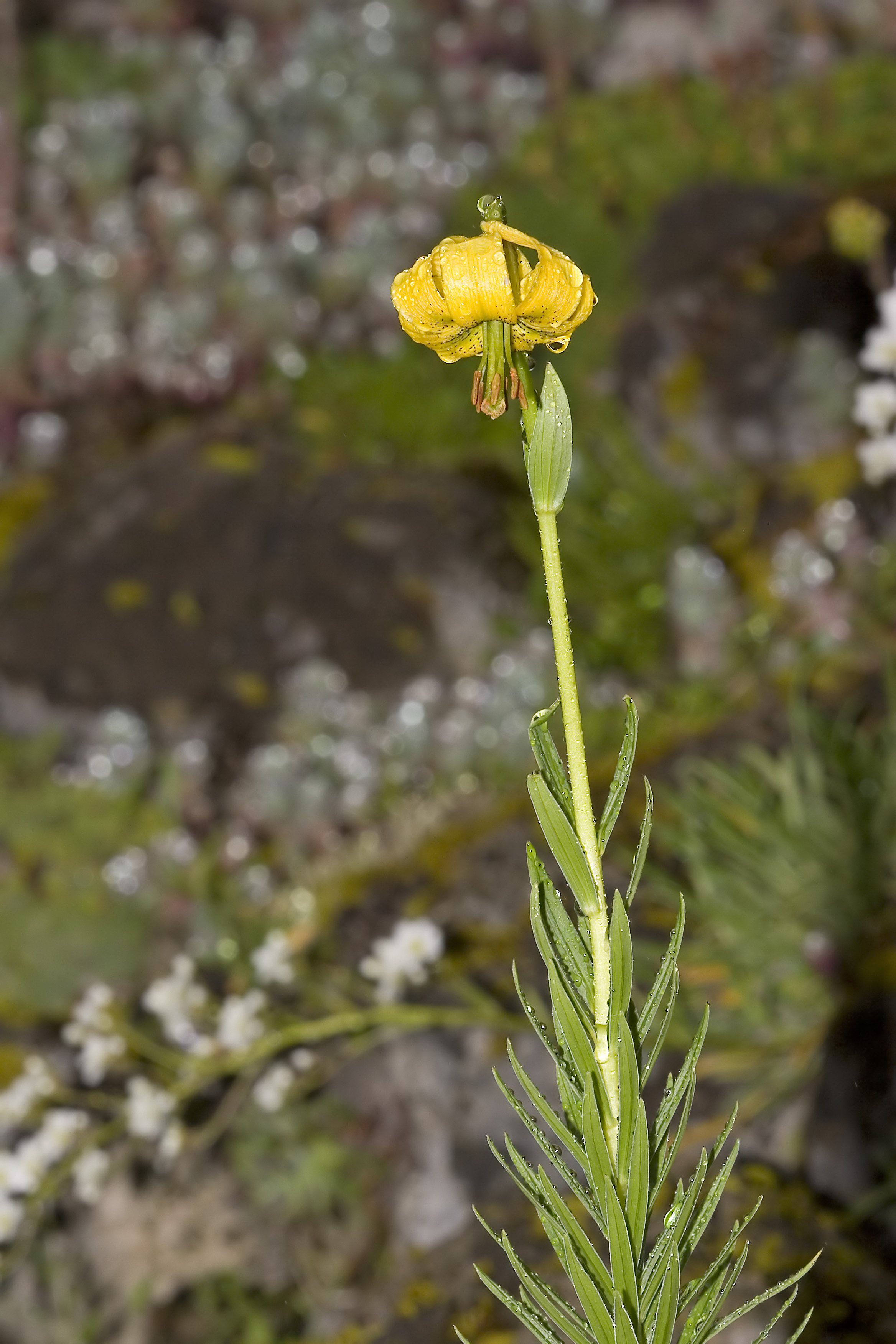
Lilium pyrenaicum
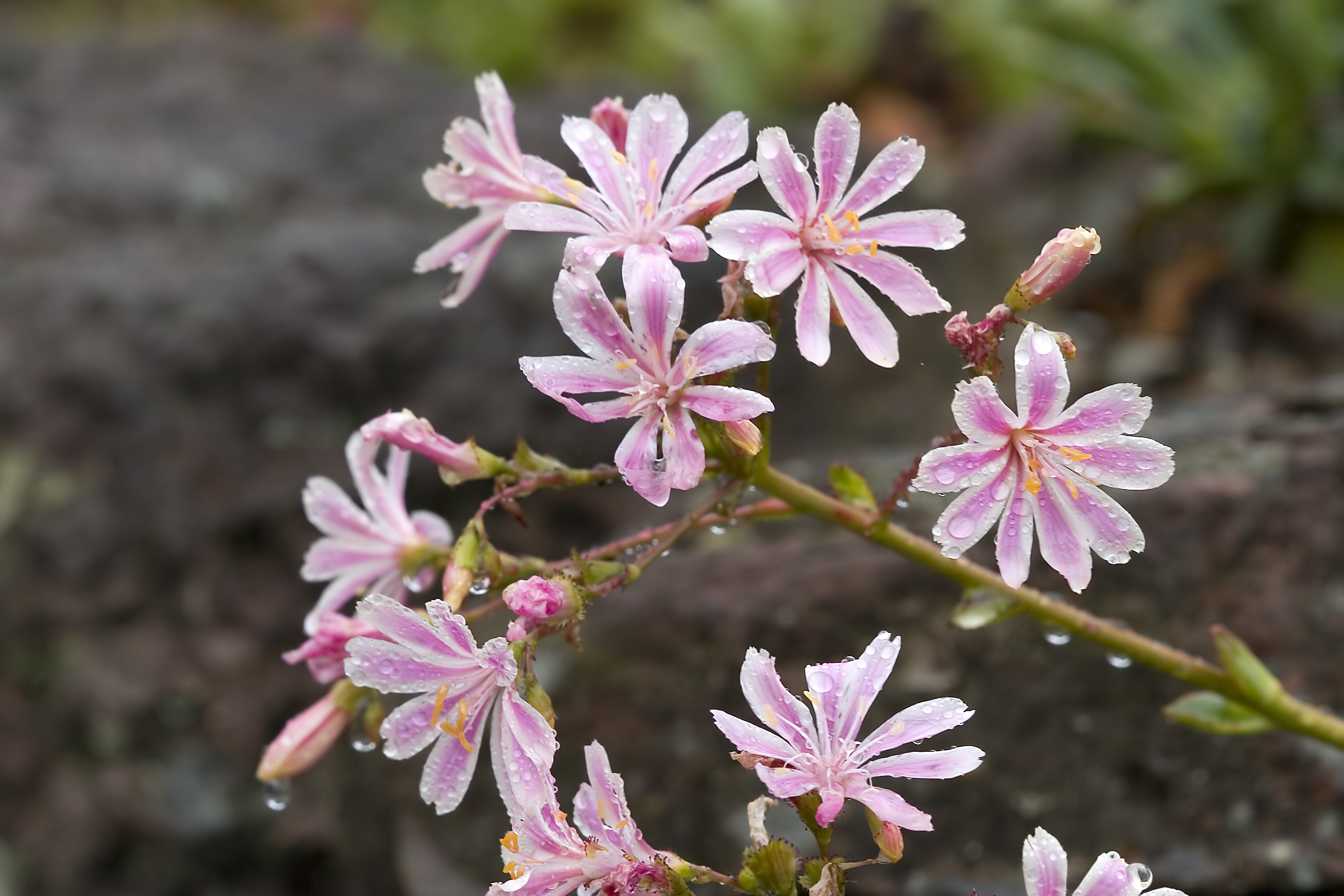
Lewisia cotyledon
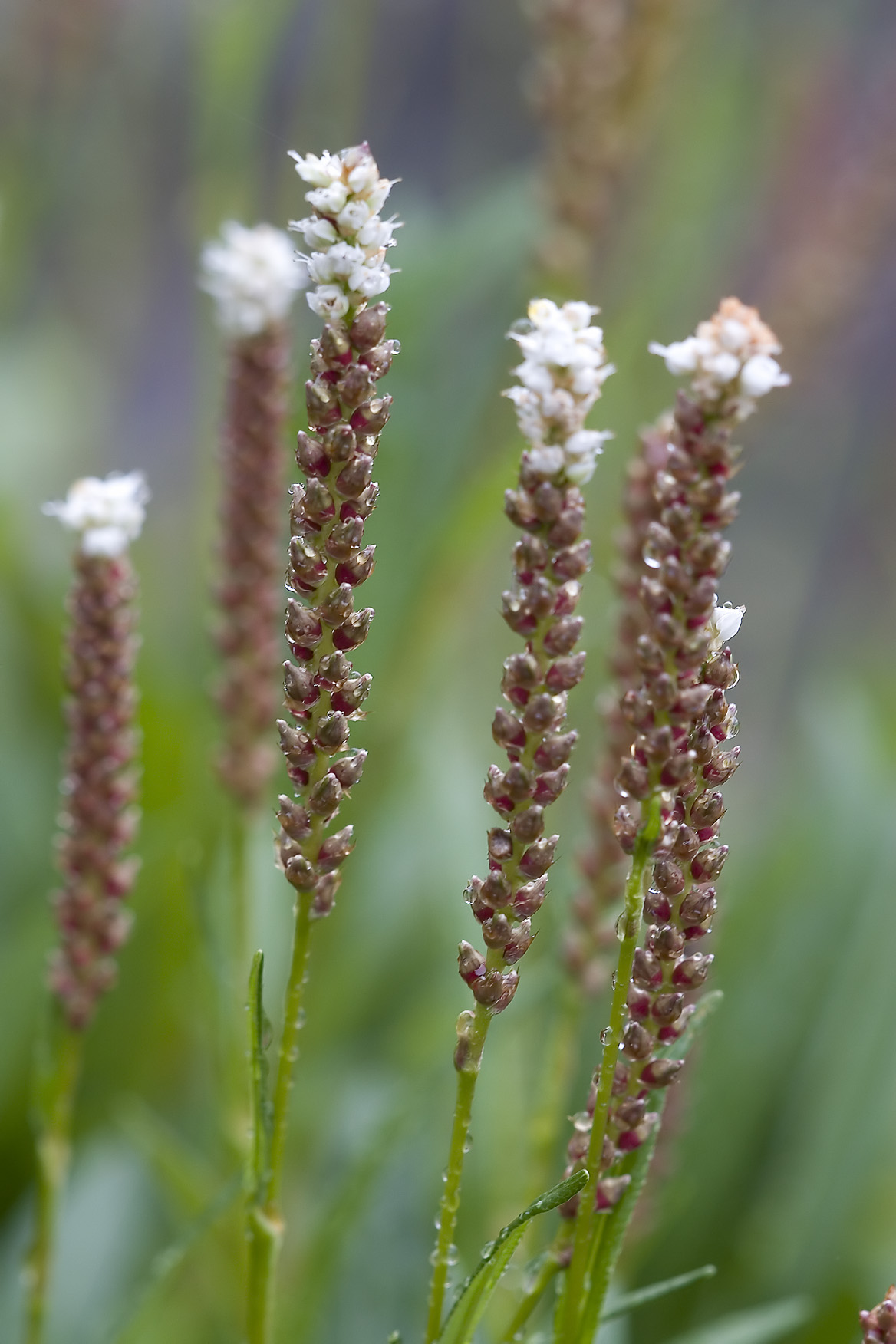
Polygonum viviparum
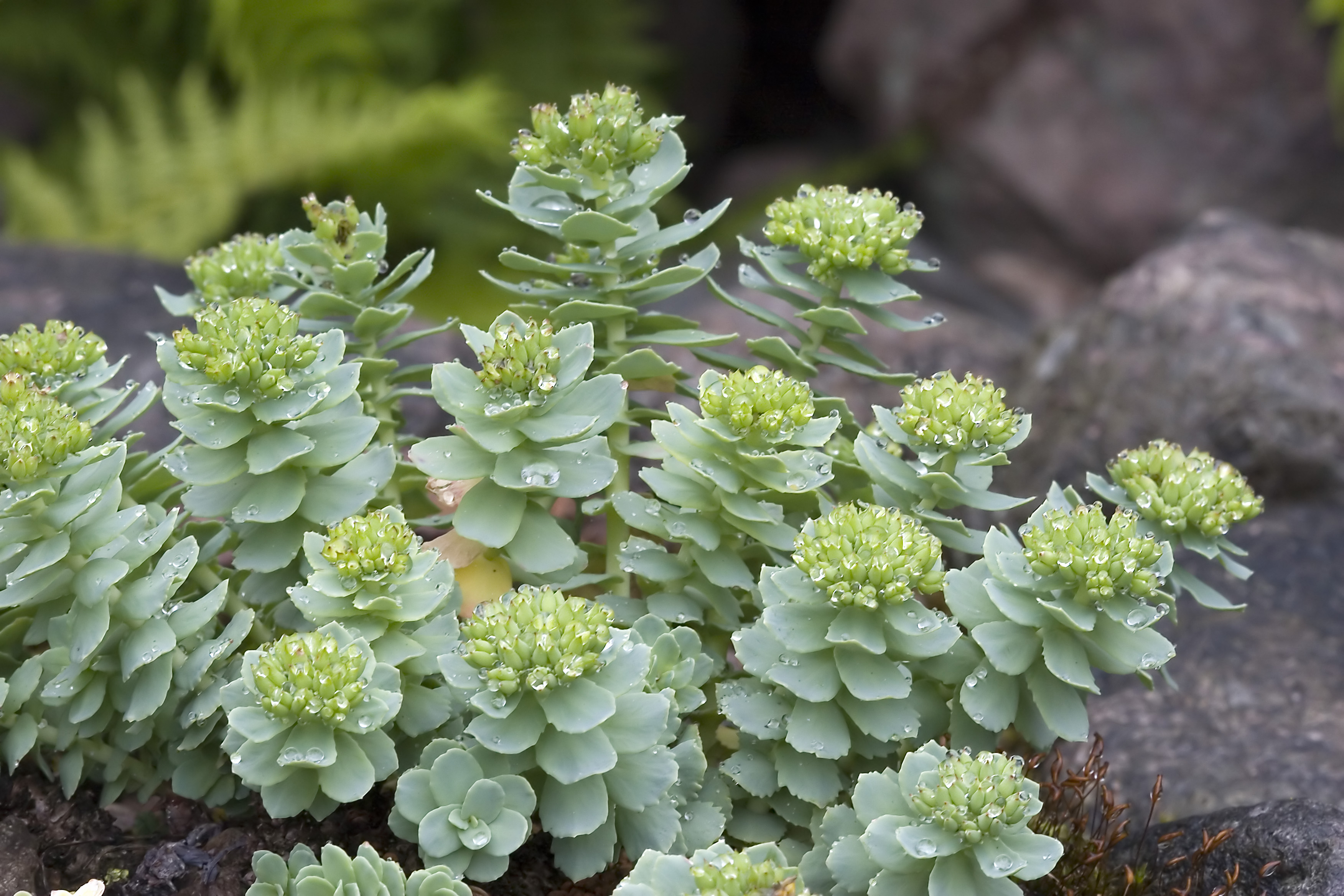
Rhodiola rosea
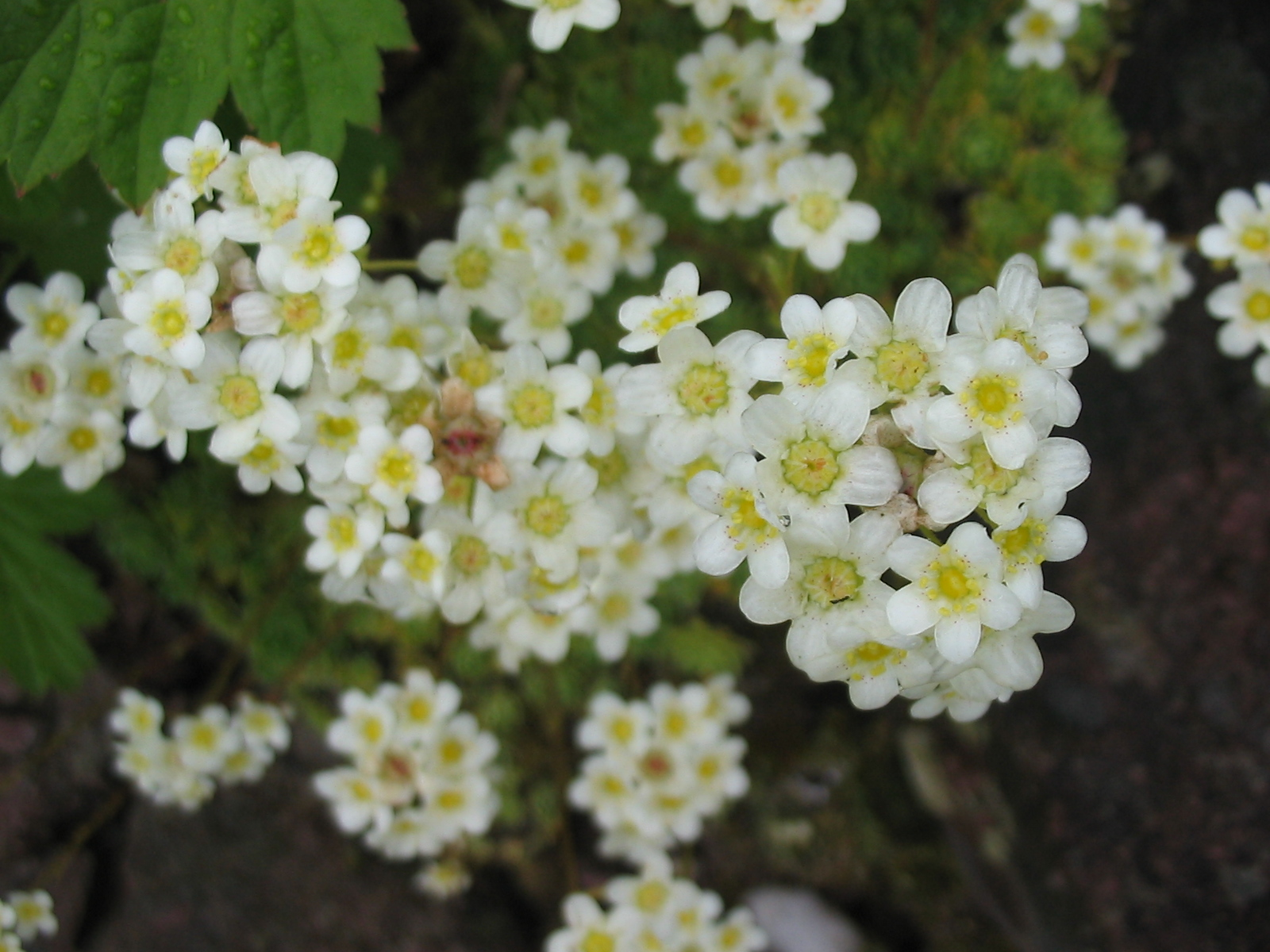
Saxifraga paniculata
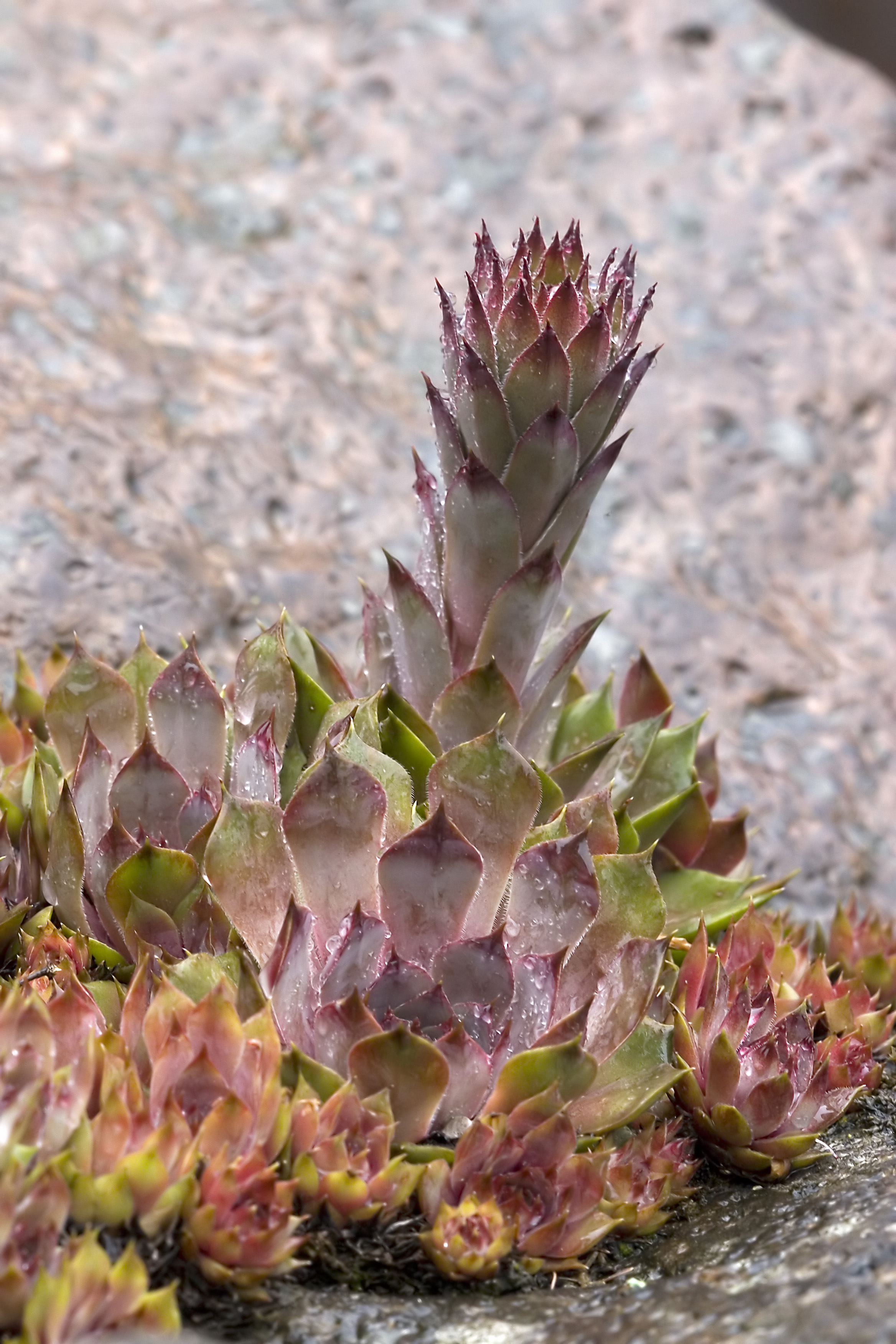
Sempervirum tectorum
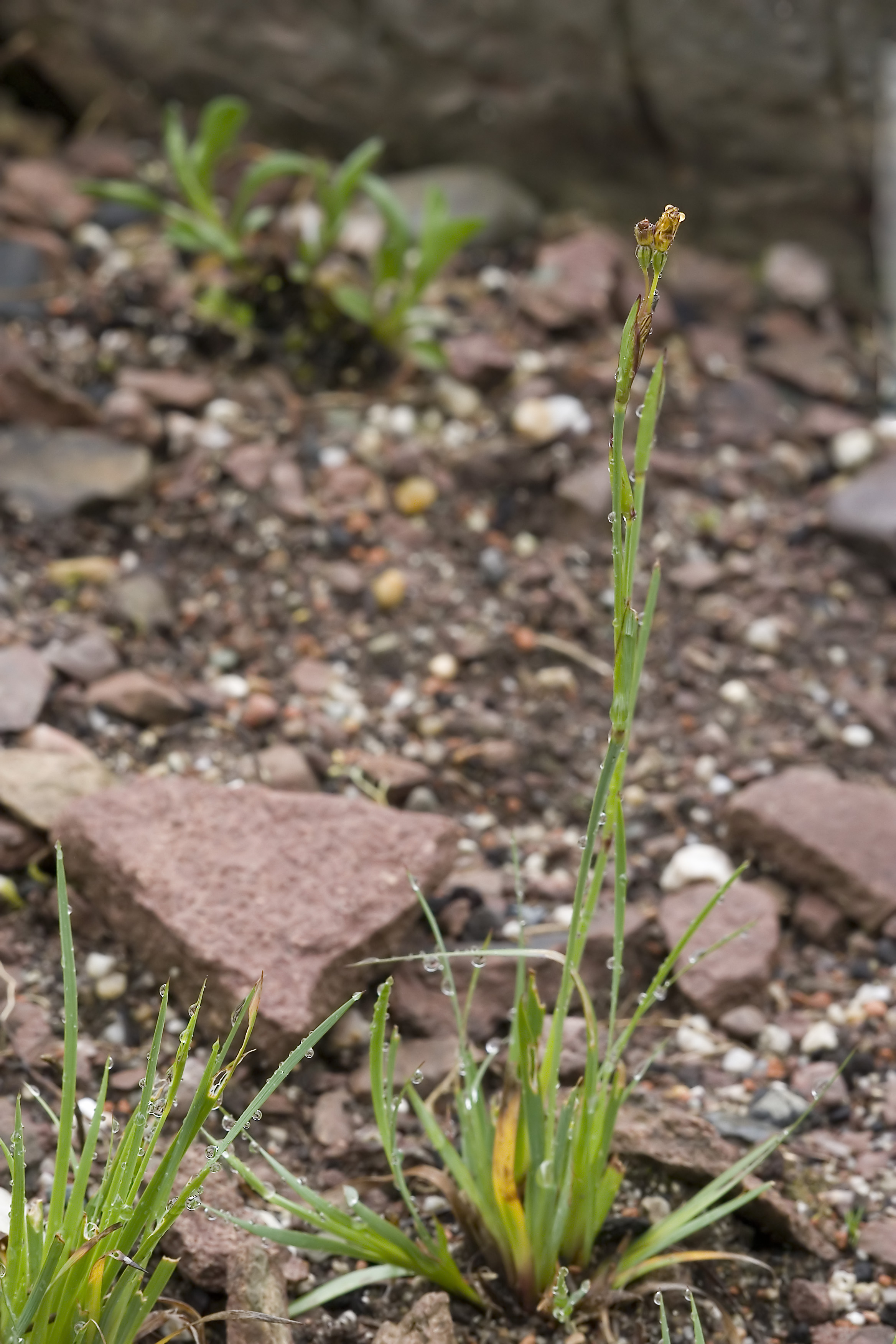
Sisyrinchium patagonicum